# Nouvelle Revue de psychanalyse
Pour les articles homonymes, voir NRP.
La Nouvelle Revue de psychanalyse est une revue semestrielle de psychanalyse, fondée et dirigée par Jean-Bertrand Pontalis et éditée par les Éditions Gallimard. Elle paraît de 1970 à 1994 et publie cinquante numéros.

## Présentation
La revue est créée en 1970 par Jean-Bertrand Pontalis, avec l'appui de l'Association psychanalytique de France, avec une volonté d'ouverture à d'autres orientations psychanalytiques que celles de cette société. Son comité de rédaction est en effet composé de Didier Anzieu, Guy Rosolato et Victor Smirnoff, membres de l'APF, mais également d'André Green de la Société psychanalytique de Paris, de l'analyste londonien Masud Khan, de l'anthropologue Jean Pouillon, de l'historien des idées Jean Starobinski. François Gantheret rejoint la revue en 1978. Par la suite, Michel Schneider intègre le comité de rédaction pendant quelques années, avant d’être remplacé par Michel Gribinski.

## Ligne éditoriale
Le premier numéro de la revue, intitulé « Incidences de la psychanalyse », paraît au printemps 1970. J.-B. Pontalis, dans son éditorial, exprime sa volonté que la revue permette d'échapper à un « entre-soi » psychanalytique mais constitue un espace ouvert, qui favorise des échanges et des confrontations interdisciplinaires.
Les numéros sont thématiques, avec une volonté de déplacement par rapport aux thèmes habituellement investigués par les psychanalystes. L'intitulé, appuyé par un argument défini par le comité de rédaction, est constitué d'un mot ou syntagme, repris, sous un angle psychanalytique par les auteurs du champ, mais qui permet l'expression d'un ou plusieurs auteurs non-psychanalystes, afin de dégager de nouvelles perspectives, en lien avec le thème.
La NRP cesse de paraître en 1994, par volonté éditoriale de son directeur J.-B. Pontalis, avec un numéro intitulé « L'Inachèvement ».

## Numéros publiés

### Années 1970
- no 1, printemps 1970 : Incidences de la psychanalyse

- no 2, automne 1970 : Objets du fétichisme
- no 3, printemps 1971 : Lieux du corps

- no 4, automne 1971 : Effets et formes de l'illusion
- no 5, printemps 1972 : L'espace du rêve  (ISBN 2-07-041186-9)
- no 6, automne 1972 : Destins du cannibalisme
- no 7, printemps 1973 : Bisexualité et différence des sexes  (ISBN 2-07-041186-9)
- no 8, automne 1973 : Pouvoirs
- no 9, printemps 1974 : Le dehors et le dedans
- no 10, automne 1974 : Aux limites de l'analysable  (ISBN 2-07-041185-0)
- no 11, printemps 1975 : Figures du vide
- no 12, automne 1975 : La psyché
- no 13, printemps 1976 : Narcisses  (ISBN 2-07-041185-0)
- no 14, automne 1976 : Du secret
- no 15, printemps 1977 : Mémoires
- no 16, automne 1977 : Écrire la psychanalyse
- no 17, printemps 1978 : L'idée de guérison
- no 18, automne 1978 : La croyance
- no 19, printemps 1979 : L'enfant  (ISBN 2-07-041650-X)
- no 20, automne 1979 : Regards sur la psychanalyse en France

### Années 1980
- no 21, printemps 1980 : La passion
- n° 22, automne 1980 : Résurgences et dérivés de la mystique
- n° 23, printemps 1981 : Dire
- n° 24, automne 1981 : L'emprise
- n° 25, printemps 1982 : Le trouble de penser
- n° 26, automne 1982 : L'archaïque
- n° 27, printemps 1983 : Idéaux
- n° 28, automne 1983 : Liens
- n° 29, printemps 1984 : La chose sexuelle
- n° 30, automne 1984 : Le destin
- n° 31, printemps 1985 : Les actes

- no 32, automne 1985 : L'humeur et son changement
- n° 33, printemps 1986 : L’amour de la haine  (ISBN 2-07-070702-4)
- n° 34, automne 1986 : L'attente
- n° 35, printemps 1987 : Le champ visuel
- n° 36, automne 1987 : Être dans la solitude
- n° 37, printemps 1988 : La lecture
- n° 38, automne 1988 : Le mal
- n° 39, printemps 1989 : Excitations
- n° 40, automne 1989 : L'intime et l'étranger

### Années 1990
- n° 41, printemps 1990 : L'épreuve du temps
- n° 42, automne 1990 : Histoires de cas
- n° 43, printemps 1991 : L'excès
- n° 44, automne 1991 : Destins de l'image
- n° 45, printemps 1992 : Les mères
- n° 46, automne 1992 : La scène primitive et quelques autres
- n° 47, printemps 1993 : La plainte
- n° 48, automne 1993 : L'inconscient mis à l'épreuve
- n° 49, printemps 1994 : Aimer Être aimé

n° 50, automne 1994L'inachèvement
- « Au moment voulu » de J.-B. Pontalis
- « La frivolité ou la mort » de Roger Grenier
- « Le souffle de la vie » de J.-B. Pontalis
- « L'esprit délié de la mort » de Jean-Claude Rolland
- « Le regard des statues » de Jean Starobinski
- « Traces et chair » de François Gantheret
- « "La jouissance ne s'observe pas" » de Laurence Kahn
- « Les Heures » de Edmundo Gómez Mango,
- « Transfert. Sur les traces de la suggestion » de Guy Rosolato
- « Vie et mort dans l'inachèvement » d'André Green
- « Illuminations de Gödel et théorème de Rimbaud » de Max Dorra
- « Un exemple d'attaques contre l'achèvement d'une œuvre » de Didier Anzieu
- « Noir désir » de Michel Schneider
- « Le temps de bâcler » de Pierre Pachet
- « Terminator ou Le désir d'achever » d'Alain Boureau
- « C'est-à-dire le supplice » de Jean-François Lyotard
- « Le travail d'inachever ou L'anthropomorphisme déchiré selon Georges Bataille » de Georges Didi-Huberman
- « Le sentiment congénital » de Michel Gribinski
- « Fax à fax » de Jean-Claude Lavie